# Nastasia Ionescu
Nastasia Ionescu (născută Nichitov; n. 5 martie 1954, Maliuc, România) este o fostă caiacistă română, laureată cu aur olimpic la Los Angeles 1984.

## Distincții
- Medalia „Meritul Sportiv” clasa I (18 august 1976) „pentru rezultatele deosebite obținute la Jocurile olimpice de vară de la Montreal – 1976, precum și pentru contribuția adusă la dezvoltarea activității sportive și la creșterea prestigiului sportului românesc pe plan internațional”[3]